# Rioja Alavesa
Rioja Alavesa (Baskisch: Arabako Errioxa) is een comarca van de Spaanse provincie Álava. De hoofdstad is Laguardia. De oppervlakte bedraagt 385 km² en de comarca heeft 10.011 inwoners (1990).

## Gemeenten
De 15 gemeenten in deze comarca zijn:
- Baños de Ebro/Mañueta
- Elvillar/Bilar
- Elciego
- Kripan
- Lapuebla de Labarca
- Labastida
- Laguardia
- Lanciego/Lantziego
- Leza
- Moreda de Álava
- Navaridas
- Oyón-Oion
- Samaniego
- Villabuena de Álava/Eskuernaga
- Yécora

## Wijn
In het zuiden van de regio langs de Ebro worden wijndruiven verbouwd. De wijn die hier wordt gemaakt mag als Rioja wijn worden verkocht omdat het onderdeel uitmaakt van de Denominación de Origen-regulering. In totaal staan de druiven op ongeveer 13.000 hectare, waarvan 90% blauwe druiven voor de  productie van rode Rioja. Ongeveer 20% van de Rioja wijn komt uit deze comarca. In de Rioja Alavesa bevindt zich wijnhuis Marques de Riscal met een gebouw van Frank Gehry.